# Emmi Siren
Emmi Siren, född den 23 februari 2001, är en finländsk fotbollsspelare.

## Biografi
Emmi Siren inledde sin seniorkarriär i det finländska laget TIPS år 2017. 2022 värvades hon av KuPS för att 2024 kontrakteras av FC Nordsjælland. Hon har även representerat det finländska damlandslaget där hon debuterade 2023.